# Resolutie 2105 Veiligheidsraad Verenigde Naties
Resolutie 2105 van de Veiligheidsraad van de Verenigde Naties werd op 5 juni 2013 met unanimiteit aangenomen door de VN-Veiligheidsraad en verlengde het panel van experts dat toekeek op de sancties tegen Iran met een jaar.

## Achtergrond
Irans nucleaire programma werd reeds in de jaren 1950 en met Amerikaanse ondersteuning op touw gezet om kernenergie voort te brengen. Na de Iraanse Revolutie in 1979 lag het kernprogramma stil. Eind jaren 1980 werd het, deze keer zonder Westerse steun maar met medewerking van Rusland en China, hervat. Er rees echter internationale bezorgdheid dat het land ook de ambitie had om kernwapens te ontwikkelen.

## Inhoud
Het mandaat van het panel van experts dat middels resolutie 1929 was gemandateerd in het kader van het 1737-comité werd tot 9 juni 2014 verlengd. De experts moesten opnieuw tegen november rapporteren en binnen de maand een werkprogramma indienen.

## Verwante resoluties
- Resolutie 1984 Veiligheidsraad Verenigde Naties (2011)
- Resolutie 2049 Veiligheidsraad Verenigde Naties (2012)
- Resolutie 2159 Veiligheidsraad Verenigde Naties (2014)
- Resolutie 2224 Veiligheidsraad Verenigde Naties (2015)

Lijst ·  2086 ·  2087 ·  2088 ·  2089 ·  2090 ·  2091 ·  2092 ·  2093 ·  2094 ·  2095 ·  2096 ·  2097 ·  2098 ·  2099 ·  2100 ·  2101 ·  2102 ·  2103 ·  2104 ·  2105 ·  2106 ·  2107 ·  2108 ·  2109 ·  2110 ·  2111 ·  2112 ·  2113 ·  2114 ·  2115 ·  2116 ·  2117 ·  2118 ·  2119 ·  2120 ·  2121 ·  2122 ·  2123 ·  2124 ·  2125 ·  2126 ·  2127 ·  2128 ·  2129 ·  2130 ·  2131 ·  2132